# Ľubomír Luhový
Ľubomír Luhový (sinh ngày 31 tháng 3 năm 1967) là một cầu thủ bóng đá người Slovakia.

## Đội tuyển bóng đá quốc gia Tiệp Khắc
Ľubomír Luhový thi đấu cho đội tuyển bóng đá quốc gia Tiệp Khắc từ năm 1990 đến 1993.

## Đội tuyển bóng đá quốc gia Slovakia
Ľubomír Luhový thi đấu cho đội tuyển bóng đá quốc gia Slovakia từ năm 1995 đến 1998.

## Thống kê sự nghiệp
| Đội tuyển bóng đá Tiệp Khắc | Đội tuyển bóng đá Tiệp Khắc | Đội tuyển bóng đá Tiệp Khắc |
| Năm                         | Trận                        | Bàn                         |
| --------------------------- | --------------------------- | --------------------------- |
| 1990                        | 1                           | 0                           |
| 1991                        | 0                           | 0                           |
| 1992                        | 0                           | 0                           |
| 1993                        | 1                           | 0                           |
| Tổng cộng                   | 2                           | 0                           |

| Đội tuyển bóng đá Slovakia | Đội tuyển bóng đá Slovakia | Đội tuyển bóng đá Slovakia |
| Năm                        | Trận                       | Bàn                        |
| -------------------------- | -------------------------- | -------------------------- |
| 1995                       | 2                          | 0                          |
| 1996                       | 1                          | 0                          |
| 1997                       | 2                          | 0                          |
| 1998                       | 4                          | 0                          |
| Tổng cộng                  | 9                          | 0                          |